# Severozápad Spojených států amerických
Severozápad Spojených států amerických je neformální geografická oblast Spojených států. Region zahrnuje státy Oregon, Washington a Idaho – obvykle také Montanu a Wyoming. Některé zdroje zahrnují i jihovýchodní Aljašku na severozápadě. Související, ale odlišný, termín „Pacific Northwest“ obvykle vylučuje oblasti od Skalnatých hor na východ.

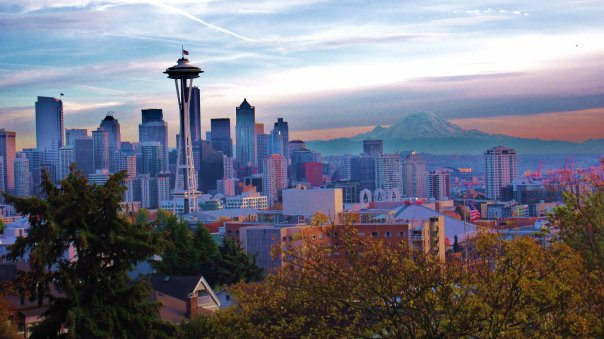
Panorama Seattlu

Severozápadní Spojené státy jsou podskupinou západních Spojených států (což je samo o sobě nejednoznačné). Naproti tomu státy zařazené do sousedních oblastí (jihozápadní Spojené státy a Velké planiny) a Utah nejsou současně považovány za součást obou regionů.